# Station Aschendorf
Station Aschendorf (Bahnhof Aschendorf) is een spoorwegstation in de Duitse plaats Aschendorf, gemeente Papenburg, in de deelstaat Nedersaksen. Het station ligt aan de spoorlijn Hamm - Emden.
Het station telt drie sporen: twee perronsporen en één zijspoor. Het station heeft twee perrons, waarvan één eilandperron. Het eilandperron is te bereiken via een aantal onbeveiligde overwegen. Voor het vergroten van de veiligheid rond het station worden hierdoor de perrons bij aankomst en doorkomst van een trein afgesloten door middel van slagbomen.

## Treinverbinding
De volgende treinserie bedient het station Aschendorf:
| Serie | Treinsoort                       | Route | Bijzonderheden                                           |
| ----- | -------------------------------- | --- | -------------------------------------------------------- |
| RE 15 | Regional-Express (Westfalenbahn) | (Emden Außenhafen – ) Emden Hbf – Leer (Ostfriesl) – Papenburg (Ems) – Aschendorf – Meppen – Lingen (Ems) – Rheine – Münster (Westf) Hbf | Emsland-Express Enkele treinen van/naar Emden Außenhafen |